# Life for Rent (singolo)
Life for Rent è il secondo singolo estratto dall'album del 2003 Life for Rent della cantante Dido. Il video è stato girato dalla regista Sophie Muller.

## Tracce
1. Life for Rent (Album Version)
2. Life for Rent (Skinny 4 Rent Mix)
3. Stoned (Spiritchaser Mix)
4. Life for Rent (Video)

## Classifiche
| Classifiche (2004) | Posizione massima |
| ------------------ | ----------------- |
| Australia          | 28                |
| Austria            | 31                |
| Belgio (Fiandre)   | 27                |
| Belgio (Vallonia)  | 34                |
| Croazia            | 6                 |
| Francia            | 24                |
| Germania           | 33                |
| Irlanda            | 8                 |
| Italia             | 8                 |
| Lettonia           | 11                |
| Nuova Zelanda      | 17                |
| Paesi Bassi        | 24                |
| Polonia            | 15                |
| Regno Unito        | 8                 |
| Romania            | 57                |
| Svizzera           | 19                |
| Ungheria           | 5                 |